# Luchthaven Libreville Internationaal
Luchthaven Libreville Leon M'ba Internationaal (IATA: LBV, ICAO: FOOL) is een luchthaven in Libreville, de hoofdstad van Gabon. Het is de belangrijkste internationale luchthaven van het land.
De luchthaven is genoemd naar de eerste president van Gabon, Gabriël Léon M'ba. Het was een hub voor de nationale luchtvaartmaatschappij Air Gabon tot en met maart 2005.

## Luchtvaartmaatschappijen en bestemmingen
- Air Burkina - Cotonou, Ouagadougou, Pointe-Noire
- Air France - Parijs-Charles de Gaulle
- Air Ivoire - Abidjan, Conakry, Cotonou, Lomé
- Air Mali - Bamako, Cotonou, Lomé
- Air Nigeria - Douala, Lagos
- ASKY Airlines - Lome, Cotonou, Kinshasa
- CEIBA Intercontinental - Bata, Malabo
- Ethiopian Airlines - Addis Abeba, Malabo
- Ethiopian (uitgevoerd door ASKY Airlines) - Brazzaville, Lomé
- Gabon Airlines - Pointe-Noire, Port-Gentil
- Kenya Airways - Nairobi, Douala
- Lufthansa (uitgevoerd door PrivatAir) - Frankfurt
- Nationale Regionale Transport - Bata, Koulamoutou, Mayumba, Mouila, Mvengue, Oyem, Port-Gentil, Tchibanga
- RwandAir - Brazzaville, Kigali (vanaf 30 april)
- Royal Air Maroc - Casablanca, Malabo
- Allegiance Gabon - Port-Gentil, Franceville, Oyem